# Казапе
Казапе (итал. Casape) — коммуна в Италии, располагается в области Лацио, в провинции Рим.
Население коммуны составляет 781 человек (2008 г.), плотность населения составляет 147 чел./км². Занимает площадь 5 км². Почтовый индекс — 10. Телефонный код — 0774.
Покровителем коммуны почитается святой апостол Пётр, празднование 18 августа.

## Демография
Динамика населения:

## Администрация коммуны
- Официальный сайт: